# برهنه‌سازی (دامداری)
برهنه‌سازی (به انگلیسی: Mulesing) عبارت است از برداشتن نوارهایی از پوست پشم‌دار از پیرامون باسن (breech) گوسفند برای جلوگیری از عفونت انگلی مگس‌گزش (میازیس). پشم پیرامون باسن می‌تواند مدفوع و ادرار را نگه دارد که مگس‌ها را جذب می‌کند. در بافت زخمی که روی زخم رشد می‌کند پشم رشد نمی‌کند، بنابراین، احتمال جذب مگس‌هایی که سبب «مگس‌گزش» (flystrike) می‌شوند، کمتر است. برهنه‌سازی یک روش رایج در استرالیا برای این منظور، به‌ویژه در گوسفندان مرینو بسیار چروکیده است. برهنه‌سازی توسط برخی به عنوان یک کار جراحی ماهرانه در نظر گرفته می‌شود. برهنه‌سازی تنها می‌تواند بر روی «مگس‌گزش» در ناحیه بریده شده تأثیر بگذارد و تأثیری بر مگس‌گزش روی هیچ بخش دیگری از بدن جانور ندارد.